# شبستر
شبستر هي مدينة تقع في محافظة أذربيجان الشرقية فی ایران.
يبلغ عدد سكانها 13,857 حسب احصاء عام 2006 م.

## أعلام
- محسن مجتهد شبستري
- محمود الشبستري
- أثير الدين الأبهري